# Döbilisried
Döbilisried (mundartlich: Döbələsriəd, uv Döbələsriəd num, im Riəd) ist ein Gemeindeteil der Marktgemeinde Oberstaufen im bayerisch-schwäbischen Landkreis Oberallgäu.

## Geographie
Der Weiler liegt circa drei Kilometer südwestlich des Hauptorts Oberstaufen. Östlich der Streusiedlung verläuft die Queralpenstraße B 308.

## Ortsname
Der Ortsname setzt sich aus dem Familiennamen Töbelin sowie dem frühneuhochdeutschen Grundwort -ried für eine Rodesiedlung zusammen  bedeutet Rodungssiedlung des Töbelin. Möglich ist auch das diminutive Bestimmungswort von Tobel für die Bedeutung Ried am Töbele.

## Geschichte
Döbilisried wurde erstmals urkundlich im Jahr 1451 mit der „rotenfelsische Eigenfamilie (Wolf) im Ried“ erwähnt. 1808 wurde acht Wohnhäuser im Ort gezählt.